# Bulbine favosa
Bulbine favosa är en grästrädsväxtart som först beskrevs av Carl Peter Thunberg, och fick sitt nu gällande namn av Schult. och Julius Hermann Schultes. Bulbine favosa ingår i släktet bulbiner, och familjen grästrädsväxter. Inga underarter finns listade i Catalogue of Life.